# Kîlîkîiiv, Slavuta
Kîlîkîiiv (în ucraineană Киликиїв) este o comună în raionul Slavuta, regiunea Hmelnîțkîi, Ucraina, formată numai din satul de reședință.

## Demografie
Componența lingvistică a comunei Kîlîkîiiv
     Ucraineană (98,73%)
     Rusă (1,27%)
Conform recensământului din 2001, majoritatea populației comunei Kîlîkîiiv era vorbitoare de ucraineană (98,73%), existând în minoritate și vorbitori de rusă (1,27%).